# Puig del Masmontalt
El Puig del Masmontalt és una muntanya de 409 metres que es troba al municipi de Quart, a la comarca catalana del Gironès.
Al cim podem trobar-hi un vèrtex geodèsic (referència 263118001).